# Louisette Dussault
Louisette Dussault (Thetford Mines, Québec, 12 de junio de 1940-Quebec, Quebec, 14 de marzo de 2023)  fue una actriz y escritora canadiense.

## Carrera
Nació en Thetford Mines y estudió en la Escuela Nacional de Teatro de Canadá. Con Jean-Claude Germain, fundó Les Enfants de Chénier y participó en su espectáculo Grand Spectacle d'adieu. Actuó en obras de André Brassard y Michel Tremblay, incluida la película Françoise Durocher, Waitress, primeras lecturas de Les Belles-Soeurs, Demain matin, Montréal m'attend y las traducciones de Tremblay de Lysistrata y el Mistero Buffo de Dario Fo. Apareció en las importantes obras feministas La Nef des sorcières y Les Fées ont soif, así como en su propio monólogo Moman . Este último trabajo se tradujo al inglés como Mommy y se incluyó en la colección Anthology of Quebec Women's Plays in English Translation Vol I (1966–1986) (2006). Dussault escribió y actuó en la obra Pandora ou Mon p'tit papa. Apareció en el papel principal en la premiada obra Le voyage magnifique d'Emily Carr.
Dussault también actuó en televisión y cine. De 1964 a 1971, actuó en el papel principal de la serie de televisión infantil la souris verte. También apareció en la serie de televisión Marilyn, Les héritiers Duval, Rumeurs, Les étoiles filantes  y Destinées.
Fue galardonada con el Premio Victor Morin en 1995.